# Haiti labdarúgó-válogatott
A haiti labdarúgó-válogatott – avagy becenevükön Les Bicolores – Haiti nemzeti csapata, amelyet a haiti labdarúgó-szövetség (franciául: Fédération Haïtienne de Football) irányít. A CONCACAF-tag ország labdarúgó-válogatottja legnagyobb sikerét az 1974-es labdarúgó-világbajnokságon való részvétellel érte el, ahol ugyan a csoportkör során mindhárom mérkőzésüket elvesztették, Emmanuel Sanon két góljával (melyből egyiket Dino Zoffnak lőtte) valóságos hősként vonult be Haiti labdarúgásának történelmébe.

## Korábbi mérkőzések 2008-ban
| Időpont           | Helyszín       | Ellenfél                  | Eredmény | Kiírás       |
| ----------------- | -------------- | ------------------------- | -------- | ------------ |
| 2008. január 26.  | Port-au-Prince | Salvador (o)              | 0 – 0    | Barátságos   |
| 2008. január 29.  | Saint-Marc     | Salvador (o)              | 0 – 0    | Barátságos   |
| 2008. február 3.  | Maturín        | Venezuela (i)             | 0 – 1    | Barátságos   |
| 2008. február 6.  | Puerto la Cruz | Venezuela (i)             | 1 – 1    | Barátságos   |
| 2008. február 27. | San Cristóbal  | Dominikai Köztársaság (i) | 2 – 1    | Barátságos   |
| 2008. február 28. | San Cristóbal  | Dominikai Köztársaság (i) | 2 – 0    | Barátságos   |
| 2008. március 26. | Latacunga      | Ecuador (i)               | 1 – 3    | Barátságos   |
| 2008. április 23. | Guatemalaváros | Guatemala (i)             | 0 – 1    | Barátságos   |
| 2008. június 8.   | La Ceiba       | Honduras (i)              | 1 – 3    | Barátságos   |
| 2008. június 15.  | Port-au-Prince | Antigua és Barbuda (o)    | 0 – 0    | Vb-selejtező |

## Nemzetközi eredmények
CONCACAF-bajnokság
- Aranyérmes: 1 alkalommal (1973)
- Ezüstérmes: 2 alkalommal (1971, 1977)

Karibi kupa
- Aranyérmes: 1 alkalommal (2007)
- Ezüstérmes: 1 alkalommal (2001)
- Bronzérmes: 2 alkalommal (1998, 1999)

## Világbajnoki szereplés
- 1930: Nem indult.
- 1934: Nem jutott be.
- 1938: Nem indult.
- 1950: Nem indult.
- 1954: Nem jutott be.
- 1958 – 1966: Nem indult.
- 1970: Nem jutott be.
- 1974: Csoportkör.
- 1978 – 1986: Nem jutott be.
- 1990: Nem indult.
- 1994 – 2018: Nem jutott be.

## CONCACAF-aranykupa-szereplés
- 1991: Nem jutott be.
- 1993: Nem indult.
- 1996: Nem indult.
- 1998: Visszalépett.
- 2000: Csoportkör.
- 2002: Negyeddöntő.
- 2003: Nem jutott be.
- 2005: Nem jutott be.
- 2007: Csoportkör.
- 2009: Negyeddöntő.

## Játékosok

### Híresebb játékosok
Curtvellesi Tomás
- Wadson Corriolan
- Henri Francillon
- Wagneau Eloi
- Roody Lormera
- Jean Philippe Peguero
- David Saincius
- Emmanuel Sanon
- Sebastien Vorbe